# سجاس
سجاس (بالفارسية: سجاس) هي منطقة سكنية تقع في إيران في Sojas Rud District. يقدر عدد سكانها بـ 5,577 نسمة .